# Ernest Perron

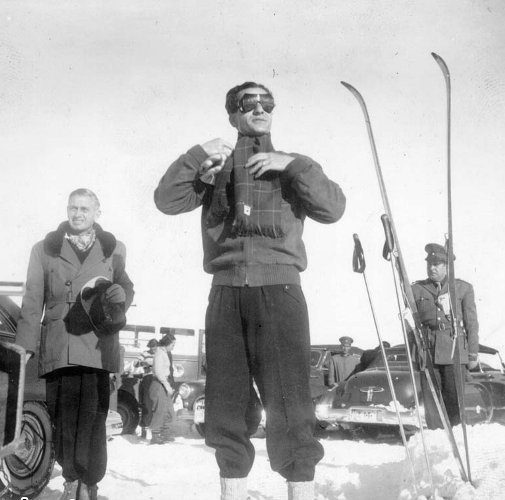
Perron (Izquierda) con Mohammad Reza Pahlavi, 1961 o antes

Ernest Perron (29 de junio de 1908 – 1961) fue un cortesano Suizo en Irán durante el reino del Shah Mohammad Reza Pahlavi.
Perron fue un sirviente en una universidad en Rolle, Suiza, donde le enseñó al futuro Shah a apreciar la Literatura Francesa. Cuando Mohammed Reza regresó a Irán, se llevó a Perron consigo, eventualmente lo convirtió en su secretario personal, y disfrutaron de una amistad excepcionalmente estrecha, lo cual confundió y ofendió a muchos. Perron causó mucho odio tanto por ser un sirviente arribista con delusiones de grandeza, como por ser claramente homosexual. 
Durante la Crisis de Abadan en 1953–1954, se vio envuelto en negociaciones como un agente del Shah; él ofreció saltarse el gabinete y excluir al primer ministro de las negociaciones con los británicos; la oferta fue rechazada, revelada por los británicos y conllevo su destitución pública.

### Muerte
Perron murió en 1961 en Zürich.